# Luka Bogdanović
Luka Bogdanović   (Belgrad, 11 de febrer de 1985) és un jugador serbi de basquetbol, que juga habitualment a la posició d'aler amb una alçada de 2,04 m.

## Carrera esportiva
Al llarg de la seva carrera Bogdanović ha acumulat una gran experiència en competicions europees. Va fer els seus primers passos en el bàsquet al planter del Radnicki Belgrad, al primer equip del qual va arribar en la campanya 2001-02. Al cap de poc, el gener de 2002, va fitxar per l'Estrella Roja, club que el va cedir en la 2002-03 al Nova Pazova durant uns mesos.
Després reincorporar-se a l'Estrella Roja, va romandre una temporada més al club de Belgrad, la 2003-04, en què va participar en 26 partits de la Lliga Adriàtica (10 punts, 4.7 rebots i 0.8 assistències) i 9 d'Eurocup (8.6, 4.2 i 1.8), a més de 13 en la competició domèstica. La 2004-05 va fitxar per l'altre gran club de Belgrad, el Partizan, amb el qual va debutar a l'Eurolliga jugant 14 partits, amb una mitjana de 7.7 punts i 3.5 rebots. A la Lliga Adriàtica la seva mitjana va ser de 9.3 punts, 4.0 rebots i 1.5 assistències.
Els dos següents exercicis van servir per a la seva consolidació en el Partizan. En la 2005-06 va tornar a disputar 14 partits d'Eurolliga (6.8 punts i 3.7 rebots) i 29 a la Lliga Adriàtica (10.9 i 3.7). En la 2006-07 va mantenir el seu bon nivell i va reeditar la seva presència en la màxima competició continental per fitxar a la 2007-08 pel Le Mans francès. El seu primer pas per la lliga francesa va ratificar de nou la qualitat de Bogdanovic, ja que en 14 xocs d'Eurolliga va registrar una mitjana de 11.1 punts, 2.8 rebots i 1.2 assistències; en la lliga local, els seus números no van desmerèixer: 9.7 punts, 4 rebots i 1.1 assistències).
Això li va valer passar a l'ACB, en fitxar pel DKV Joventut per a la temporada 2008-09. Amb la Penya també va viure l'experiència de l'Eurolliga (10 punts i 3 rebots de mitjana en 9 partits) i va exhibir el seu talent en la segona millor lliga del món amb mitjanes de 9.1, 3.2 i 1.1. A la campanya 2009-10 va ratificar el llistó exhibint una mitjana de 10.3, 4.3 i 1 en 12 partits de l'Eurocup, i de 9.3 punts i 3.3 rebots en 34 xocs de l'ACB.
En deixar la Penya, el 2010 va anar al Chorale Roanne, que milita a la Pro-A francesa. Allà hi va disputar set partits de lliga (11.1 punts, 7.1 rebots i 1.7 assistències) i dos d'Eurocup (7 punts, 6.5 rebots i 1 assistència). Posteriorment, anà a l'EWE Baskets Oldenburg, equip de la Bundesliga alemanya on va acabar la temporada 2010-2011, jugant 26 partits (11.9 punts, 3.9 rebots i 0.8 assistències).
La temporada 2011-2012 fitxà pel CB Sevilla de la Lliga ACB, on hi juga dues temporades. El 2013 fitxa pel Turk Telekom Ankara de la lliga turca, i la temporada següent, tot i començar-la al Partizan serbi, la termina al Morabanc Andorra, a on arriba en el mes de gener de 2015. La temporada 2016-17 torna a Badalona i juga al Divina Seguros Joventut. Després del seu pas per Badalona se'n va tornar a Sèrbia a gaudir de la seva paternitat.

### Internacional
Bogdanovic és internacional absolut i ho ha estat amb totes les categories inferiors de Sèrbia. En aquest sentit, es va penjar l'or el 2001 a l'Europeu sub 16 de Riga i el bronze el 2005 a l'Europeu sub 20 de Txékhov.